# 陕西广播电视台都市青春频道
陕西广播电视台都市青春频道为中华人民共和国陕西广播电视台旗下的一条电视频道。该频道于1989年1月1日开播，2002年1月1日改为现名，都市青春频道是陕西广播电视台变革观念、面对都市设置的地面综合频道。
2017年2月22日，压缩台标尺寸以配合16:9画幅，节目仍为4:3格式（同理CCTV-13）。2018年1月18日，该频道正式实行高标清16:9同播。
2021年3月31日，都市青春频道的模擬廣播於當日深夜11時59分59秒終止，成為中國最後一批全面實施數字地面電視廣播的電視頻道之一。